# Campeonato Mundial de Halterofilismo de 2015 - Até 94 kg masculino
A categoria até 94 kg masculino foi um evento do Campeonato Mundial de Halterofilismo de 2015, disputado no Centro de Convenções George R. Brown, em Houston, nos Estados Unidos, entre 25 e 26 de novembro de 2015. 

## Calendário
Horário local (UTC-6) 
| Dia            | Horário | Fase    |
| -------------- | ------- | ------- |
| 25 de novembro | 21:25   | Grupo D |
| 26 de novembro | 08:00   | Grupo C |
| 26 de novembro | 10:00   | Grupo B |
| 26 de novembro | 12:55   | Grupo A |

## Medalhistas
| Evento    | Ouro                    | Ouro   | Prata                  | Prata  | Bronze                 | Bronze |
| --------- | ----------------------- | ------ | ---------------------- | ------ | ---------------------- | ------ |
| Arranque  | Aurimas Didžbalis (LTU) | 180 kg | Adrian Zieliński (POL) | 177 kg | Vadzim Straltsou (BLR) | 175 kg |
| Arremesso | Vadzim Straltsou (BLR)  | 230 kg | Liu Hao (CHN)          | 219 kg | Adrian Zieliński (POL) | 214 kg |
| Total     | Vadzim Straltsou (BLR)  | 405 kg | Adrian Zieliński (POL) | 391 kg | Dmytro Chumak (UKR)    | 386 kg |

## Recordes
Antes desta competição, o recorde mundial da prova era o seguinte:
| Recorde         | Tipo      | Atleta                    | Peso   | Local  | Data                   |
| Recorde Mundial | Arranque  | Akakios Kakiasvilis (GRC) | 188 kg | Atenas | 27 de novembro de 1999 |
| Recorde Mundial | Arremesso | Szymon Kołecki (POL)      | 232 kg | Sófia  | 29 de abril de 2000    |
| Recorde Mundial | Total     | Akakios Kakiasvilis (GRC) | 412 kg | Atenas | 27 de novembro de 1999 |

## Resultado
Os resultados foram os seguintes. 
| Pos.              | Atleta                     | Grupo | Peso  | Arranque (kg) | Arranque (kg) | Arranque (kg) | Arranque (kg)     | Arremesso (kg) | Arremesso (kg) | Arremesso (kg) | Arremesso (kg)    | Total |
| Pos.              | Atleta                     | Grupo | Peso  | 1             | 2             | 3             | Resultado         | 1              | 2              | 3              | Resultado         | Total |
| ----------------- | -------------------------- | ----- | ----- | ------------- | ------------- | ------------- | ----------------- | -------------- | -------------- | -------------- | ----------------- | ----- |
| Medalha de ouro   | Vadzim Straltsou (BLR)     | A     | 93.38 | 175           | 180           | 180           | Medalha de bronze | 220            | 230            | 234            | Medalha de ouro   | 405   |
| Medalha de prata  | Adrian Zieliński (POL)     | A     | 93.69 | 173           | 177           | 180           | Medalha de prata  | 208            | 214            | 218            | Medalha de bronze | 391   |
| Medalha de bronze | Dmytro Chumak (UKR)        | A     | 93.74 | 171           | 175           | 178           | 4                 | 206            | 211            | 217            | 4                 | 386   |
| 4                 | Ali Hashemi (IRI)          | A     | 92.28 | 166           | 173           | 175           | 5                 | 201            | 207            | 207            | 5                 | 380   |
| 5                 | Lesman Paredes (COL)       | B     | 93.64 | 167           | 172           | 172           | 6                 | 195            | 202            | 207            | 6                 | 379   |
| 6                 | Tomasz Zieliński (POL)     | A     | 93.83 | 170           | 174           | 174           | 7                 | 205            | 212            | 212            | 10                | 375   |
| 7                 | Rovshan Fatullayev (AZE)   | B     | 93.87 | 160           | 166           | 168           | 11                | 200            | 207            | 210            | 7                 | 373   |
| 8                 | Ragab Abdelhay (EGY)       | B     | 93.98 | 155           | 160           | 165           | 14                | 200            | 206            | 207            | 8                 | 372   |
| 9                 | Jung Hyeon-seop (KOR)      | B     | 93.06 | 165           | 170           | 170           | 12                | 205            | 210            | —              | 9                 | 370   |
| 10                | Sarat Sumpradit (THA)      | B     | 93.18 | 162           | 166           | 166           | 15                | 198            | 201            | 204            | 12                | 366   |
| 11                | Kendrick Farris (USA)      | B     | 93.27 | 158           | 162           | 165           | 13                | 198            | 203            | 204            | 13                | 363   |
| 12                | Volodymyr Hoza (UKR)       | B     | 93.36 | 166           | 171           | 171           | 10                | 192            | 197            | 202            | 14                | 363   |
| 13                | Anatoliy Mushyk (ISR)      | C     | 93.64 | 165           | 169           | 169           | 8                 | 194            | 198            | —              | 16                | 363   |
| 14                | Park Han-woong (KOR)       | B     | 92.61 | 152           | —             | —             | 21                | 190            | 200            | 204            | 11                | 356   |
| 15                | Rauli Tsirekidze (GEO)     | B     | 93.37 | 160           | 160           | 160           | 17                | 191            | 196            | 201            | 15                | 356   |
| 16                | Žygimantas Stanulis (LTU)  | B     | 93.36 | 160           | 164           | 164           | 16                | 180            | 191            | 195            | 18                | 351   |
| 17                | David Matam (FRA)          | C     | 93.87 | 151           | 155           | 158           | 19                | 185            | 190            | 193            | 17                | 351   |
| 18                | Redon Manushi (FRA)        | C     | 93.69 | 160           | 160           | 160           | 18                | 181            | 183            | 183            | 27                | 341   |
| 19                | Herbys Márquez (VEN)       | C     | 94.00 | 150           | 150           | 154           | 25                | 191            | 195            | —              | 20                | 341   |
| 20                | Farkhodbek Sobirov (UZB)   | C     | 87.59 | 150           | 154           | 157           | 20                | 183            | 183            | 186            | 25                | 340   |
| 21                | Rigoberto Pérez (MEX)      | D     | 93.47 | 144           | 147           | 150           | 23                | 180            | 185            | 190            | 21                | 340   |
| 22                | Sonny Webster (GBR)        | C     | 93.32 | 147           | 151           | 154           | 22                | 184            | 184            | 188            | 22                | 339   |
| 23                | Jiří Gasior (CZE)          | C     | 93.67 | 147           | 147           | 150           | 24                | 183            | 183            | 188            | 26                | 333   |
| 24                | David Samayoa (CAN)        | D     | 92.23 | 145           | 148           | 150           | 26                | 175            | 180            | 182            | 28                | 328   |
| 25                | Eero Retulainen (FIN)      | D     | 93.37 | 143           | 148           | 148           | 29                | 177            | —              | —              | 29                | 320   |
| 26                | Jin Cheng (TPE)            | D     | 93.91 | 135           | 147           | 147           | 32                | 175            | 185            | 190            | 24                | 320   |
| 27                | Muhammetnur Jannyýew (TKM) | D     | 93.17 | 140           | 145           | 145           | 28                | 170            | 175            | 177            | 31                | 315   |
| 28                | Tanumafili Jungblut (ASA)  | D     | 93.62 | 132           | 137           | 137           | 30                | 168            | 172            | 175            | 30                | 312   |
| 29                | Forrester Osei (GHA)       | D     | 93.60 | 127           | 132           | 132           | 33                | 160            | 165            | 170            | 32                | 302   |
| 30                | Jeppe Nørgaard (DEN)       | D     | 93.70 | 135           | 135           | 140           | 31                | 165            | 170            | 170            | 33                | 300   |
| —                 | Aurimas Didžbalis (LTU)    | A     | 93.21 | 180           | 180           | 180           | Medalha de ouro   | 215            | 215            | 215            | —                 | —     |
| —                 | Jared Fleming (USA)        | B     | 93.75 | 162           | 167           | 167           | 9                 | 192            | —              | —              | —                 | —     |
| —                 | Gábor Vaspöri (HUN)        | C     | 93.77 | 147           | 152           | 152           | 27                | 184            | 184            | 184            | —                 | —     |
| —                 | Hayrich Juliana (CUR)      | D     | 93.34 | 125           | 127           | 127           | 34                | 158            | 158            | 158            | —                 | —     |
| —                 | Liu Hao (CHN)              | A     | 93.87 | 173           | 173           | 173           | —                 | 215            | 215            | 219            | Medalha de prata  | —     |
| —                 | Miika Antti-Roiko (FIN)    | D     | 93.91 | 148           | 148           | 148           | —                 | 191            | 196            | 198            | 19                | —     |
| —                 | Víctor Quiñones (CUB)      | C     | 93.60 | 155           | 155           | 155           | —                 | 185            | 190            | 190            | 23                | —     |
| DSQ               | Almas Uteshov (KAZ)        | A     | 93.63 | 172           | 180           | 180           | —                 | 220            | 230            | 234            | —                 | —     |
| DSQ               | Zhassulan Kydyrbayev (KAZ) | A     | 93.74 | 178           | 183           | 183           | —                 | 221            | 231            | 231            | —                 | —     |
| DSQ               | Aliaksandr Venskel (BLR)   | A     | 93.86 | 178           | 178           | 181           | —                 | 213            | 220            | 230            | —                 | —     |
| DSQ               | Aleksey Kosov (RUS)        | A     | 93.24 | 175           | 181           | 181           | —                 | 200            | 210            | 210            | —                 | —     |
| DSQ               | Intigam Zairov (AZE)       | B     | 93.74 | 165           | 170           | 173           | —                 | 201            | 207            | 211            | —                 | —     |